# Basilornis galeatus
Mainá-de-elmo ou mainato-cabeludo (Basilornis galeatus) é uma espécie de ave da família Sturnidae.
É endémica da Indonésia.
Os seus habitats naturais são: florestas subtropicais ou tropicais húmidas de baixa altitude, regiões subtropicais ou tropicais húmidas de alta altitude e pântanos.
Está ameaçada por perda de habitat.